# کریمگنج
کریمگنج (به انگلیسی: Karimganj) یک منطقهٔ مسکونی در هند است که در بخش کریم‌گنج واقع شده‌است. کریمگنج ۵۶٬۸۵۴ نفر جمعیت دارد و ۱۳ متر بالاتر از سطح دریا واقع شده‌است.